# Wojciech Bradecki
Wojciech Bradecki (ur. 17 stycznia 1947 r. w Zabrzu) – polski górnik i urzędnik, prezes Wyższego Urzędu Górniczego (1998–2006).

## Życiorys
Ukończył wyższe studia na Wydziale Górniczym Politechniki Śląskiej w Gliwicach w 1970 r., uzyskując dyplomem magistra inż. górnika. Następnie, jako stażysta, podjął pracę zawodową pod ziemią w kopalni „Sośnica”. Tam też przeszedł kolejne szczeble zawodowe aż do stanowiska naczelnego inżyniera.
We wrześniu 1990 r. podjął pracę w Wyższym Urzędzie Górniczym na stanowisku doradcy prezesa, a 30 listopada tegoż roku został powołany na stanowisko wiceprezesa. W kwietniu 1996 r. przeszedł do pracy na placówce zagranicznej Węglokoksu, gdzie pełnił funkcję dyrektora spółki Węglokoks-Danmark w Kopenhadze. Pracował tam do chwili powołania go przez premiera na stanowisko prezesa Wyższego Urzędu Górniczego. Objął je 30 stycznia 1998 r. i funkcję tę pełnił do 24 października 2006 roku.

## Odznaczenia
- Odznaka Honorowa Zasłużonego dla Bezpieczeństwa w Górnictwie (2017)[4]